# Abrodictyum rigidum
Espèce
Abrodictyum rigidum est une espèce de fougères de la famille des Hyménophyllacées.

## Description

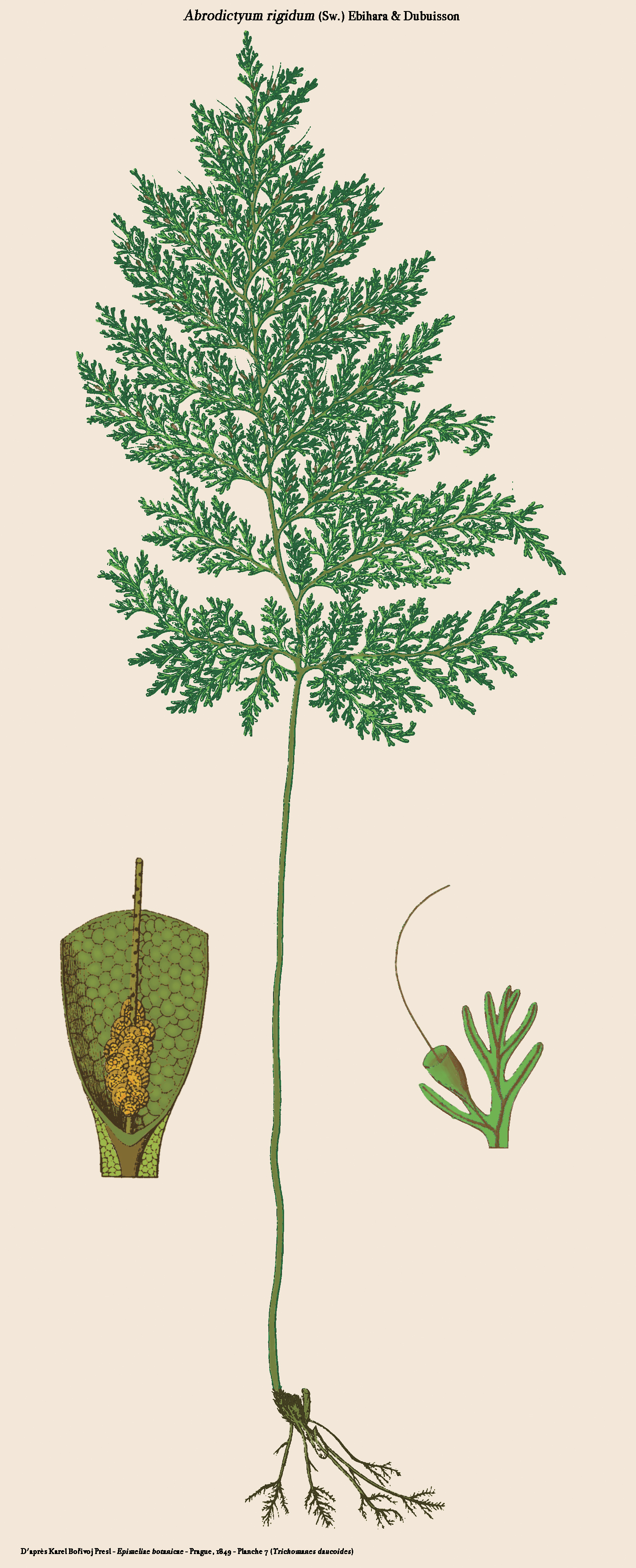
Trichomanes daucoides (Abrodictyum rigidum)

En plus des caractéristiques du genre, le stipe ainsi que le rachis est nu et le limbe des frondes est divisé 4 fois.
Les sores sont nombreux et disposés régulièrement sur la face inférieure du limbe, souvent en double rangée.
Le style des sores porte peu de capsules à sa base ; il s'allonge de plus de deux fois la longueur de l'indusie campanulée et parfois crénelée sur les bords.
L'espèce, comme celles du genre, a comme nombre de base 33 chromosomes. J. P. Tilquin, en 1978, fait état d'un exemplaire tétraploïde (2 * 66 paires de chromosomes).

## Distribution et habitat
Abrodictyum rigidum est une espèce à très vaste répartition : Asie du Sud (Inde, Indochine), Océanie (y compris la Nouvelle-Zélande et la Nouvelle-Calédonie), Madagascar et Afrique centrale et du Sud, Amérique centrale et du Sud et Caraïbe.
Elle est principalement terrestre de forêts humides.

## Historique
Olof Peter Swartz décrit cette espèce à partir d'un exemplaire collecté à la Jamaïque sous le nom de Trichomanes rigidum
En 1938, Edwin Bingham Copeland la transfère dans le genre Selenodesmium : Selenodesmium rigidum (Sw.) Copel..
En 1974, Conrad Vernon Morton la place dans la section Pachychaetum du sous-genre Pachychaetum du genre Trichomanes.
En 1984, Kunio Iwatsuki le déplace dans le genre Cephalomanes : Cephalomanes rigidum (Sw.) K.Iwats.
Enfin, en 2006, Atsushi Ebihara et  Jean-Yves Dubuisson la placent dans le genre Abrodictyum et dans le sous-genre Pachychaetum comme espèce type de ce sous-genre.

## Position taxinomique
Cette espèce est classée dans le sous-genre Pachycheatum.
Elle compte d'abord les synonymes liés aux révisions de la famille des Hymenophyllacées :
- Cephalomanes rigidum (Sw.) K.Iwats.
- Selenodesmium rigidum (Sw.) Copel.
- Trichomanes rigidum Sw.

Elle compte aussi des synonymes liés aux multiples redécouvertes de cette espèce assez cosmopolite :
- Selenodesmium mandioccanum (Raddi) Copel.
- Trichomanes bifidum Vent. ex Willd.
- Trichomanes compressum Desv.
- Trichomanes daucoides C.Presl
- Trichomanes dregei Bosch
- Trichomanes firmulum C.Presl
- Trichomanes krugii Christ
- Trichomanes mandioccanum Raddi
- Trichomanes marginatum Mett.

Des variétés sont répertoriées pour leur basionyme, mais n'ont pas été reprises lors du dernier reclassement :
- Trichomanes rigidum var. firmulum (C.Presl) Brade
- Trichomanes rigidum var. laxum F.M.Bailey
- Trichomanes rigidum var. mandioccanum (Raddi) Hieron.
- Trichomanes rigidum var. platyrachis Christ[7]
- Trichomanes rigidum var. setiloba F.Muell.

Elle compte aussi un homonyme :
- Trichomanes rigidum Ogata : voir Abrodictyum obscurum (Blume) Ebihara & K. Iwats.